# Ханин, Самуил Давидович
Самуил Давидович Ханин (род. 9 августа 1952) — российский физик, специалист в области полупроводников и диэлектриков. Доктор физико-математических наук (1992), профессор (1994).

## Биография
Родился 9 августа 1952 года в Ленинграде.
Окончил в 1975 году кафедру диэлектриков и полупроводников ЛЭТИ (теперь кафедра микро — и наноэлектроники) по специальности «инженер электронной техники».
Работал в НИИ «Гириконд», где окончил в 1981 году аспирантуру по специальности «Физика полупровдников и диэлектриков», с этого же года кандидат физико-математических наук.
В 1992 году стал доктором физико-математических наук.
С 1993 года профессор кафедры общей и экспериментальной физики РГПУ им. А. И. Герцена.
В 1994 году присвоено ученое звание профессора по кафедре физической электроники Герценовского университета.
С 1998 года заведующий кафедрой физической электроники РГПУ.
С 2013 до 2024 г. работал в ВАС им. маршала С. М. Буденного.
С 2024 года профессор кафедры электроники СПБГУТ им. профессора М. А. Бонч-Бруевича.

## Публикации
Автор более 800 научных трудов. РИНЦ — 289 трудов, SCOPUS — 227 трудов.

## Награды
Государственная стипендия (1992) для выдающихся учёных РФ.